# بيتي وايت قبالة الروك
بيتي وايت قبالة الروك هو مسلسل تلفزيوني كوميدي أمريكي تم إطلاقه في عام 2012، بُث الموسمين الأوليين على هيئة الإذاعة الوطنية والموسم الثالث على قناة لايف تايم. المسلسل تستضيفه بيتي وايت، ويستند إلى تنسيق التلفزيون البلجيكي Benidorm Bastards.

## إنتاج
تم إصدار معاينة مسبقه في 16 يناير 2012، تكريماً لعيد ميلاد بيتي وايت التسعين. تم عرض العرض لأول مرة رسميًا في 4 أبريل 2012. يستضيف White المسلسل، ويعمل أيضًا كمنتج تنفيذي للعرض.
في 13 مايو 2012، جددت إن بي سي المسلسل للموسم الثاني في جدول منتصف الموسم. في 11 يوليو 2013، هوليوود ريبورتر ذكرت أن إن بي سي ألغت المسلسل، مشيرة إلى انخفاض في التصنيفات وانخفاض نسبة مشاهدة DVR.
تم الإعلان في 18 أكتوبر 2013، أن لايف تايم قد أحيت المسلسل لمدة عشرين حلقة للموسم الثالث. تم عرض الموسم الثالث لأول مرة في 28 فبراير 2014 وتم تأكيده لمدة 20 حلقة،  ولكن في منتصف الموسم، توقف المسلسل لمدة ثلاث سنوات واستؤنف البث في سبتمبر 2017.

## فرضية
يلعب كبار السن مقالب على أفراد الجيل الأصغر، على غرار Candid Camera أو Trigger Happy TV أو Punk'd. يعتمد على تنسيق التلفزيون البلجيكي Benidorm Bastards.List of Betty White's Off Their Rockers episodes

## البث الدولي
في كندا، بدأ بث المسلسل على قناة CTV في 16 يناير 2012، في يوم الإثنين 8:00 بعد الظهر، كمعاينة خاصة، ولكن تم الانتقال إلى الأربعاء الساعة 8:00 ظهرًا على نظام CTV Two التلفزيوني في 4 أبريل 2012، بعد بث أول حلقة معاينة خاصة. منذ عام 2017، تم تشغيل المسلسل على CHCH.
في النرويج، بدأ العرض على TVNorge في 4 يوليو 2012.
في ألمانيا، بدأ العمل على Prosieben.
في أستراليا، يتم بث البرنامج على قناة الكوميديا، مع إصدار محلي تم عرضه لأول مرة في عام 2012.
في نيوزيلندا، تم بث البرنامج على TVNZ 2 أيام الأحد في الساعة 7.30 مساءً، وانتقل لاحقًا إلى أيام السبت في الساعة 6 مساءً.
في فنلندا، يتم بث البرنامج على TV5.
في المملكة المتحدة، أعلنت ITV عن تكيفها الخاص مع العرض. بعد التعديل الأمريكي، كان بعنوان Off their Rockers ولكن بشخصيات مختلفة. الحلقة الأولى بثت في 7 أبريل 2013. بدأت قناة مشاهدة قناة UKTV بث النسخة الأمريكية في 13 أغسطس 2014.
في صربيا، يتم بث البرنامج على Prva Plus.
في هولندا، يتم بث البرنامج على RTL4 ولكن تمت إعادة تسميته Benidorm Bastards USA.
في أيرلندا، يتم بث البرنامج على TV3.
في البرازيل، يتم بث العرض الأصلي على قناة Multishow المدفوعة من الاثنين إلى الجمعة، ويتم بث النسخة المحلية أيام الأحد بواسطة SBT.
في الهند، تم بث العرض الأصلي في 10 سبتمبر 2015 على Comedy Central India من الاثنين إلى الجمعة الساعة 10:00 مساء

## وسائل الاعلام على الإنترنت
في الولايات المتحدة، يمكن للمستخدمين مشاهدة الحلقات كاملة على موقع NBC الرسمي. في كندا، يمكن للناس مشاهدة الحلقات كاملة على موقع CTV الرسمي.

## جوائز وترشيحات
| عام  | جمعية                      | الفئة                                    | عمل معين  | نتيجة |
| ---- | -------------------------- | ---------------------------------------- | --------- | ----- |
| 2012 | جوائز إيمي 64th Primetime  | مضيف متميز لبرنامج تنافسي واقعي أو واقعي | بيتي وايت | رُشِّح   |
| 2013 | جوائز إيمي 65th Primetime  | مضيف متميز لبرنامج تنافسي واقعي أو واقعي | بيتي وايت | رُشِّح   |
| 2014 | 66th Primetime Emmy Awards | مضيف متميز لبرنامج تنافسي واقعي أو واقعي | بيتي وايت | رُشِّح   |

## روابط خارجية
- الموقع الرسمي
- Betty White's Off Their Rockers  في قاعدة بيانات الأفلام على الإنترنت (بالإنجليزية)
- بيتي وايت قبالة الروك في TV.com